# La Salsa
La Salsa é uma rede de restaurantes Tex Mex de fast casual fundada em Los Angeles, Califórnia, em 1979, com sede em Scottsdale, Arizona, e propriedade do franqueador canadense MTY Food Group. A rede enfatiza ingredientes frescos, e cada restaurante apresenta um bar de salsa self-service.
A La Salsa está intimamente associada à sua empresa-irmã Baja Fresh, que comprou a empresa da CKE Restaurants em 2007. Desde então, as empresas compartilham sua sede corporativa.
Em 2016, a MTY adquiriu a La Salsa com sua empresa irmã Baja Fresh e atualmente está sendo administrada pela divisão Kahala Brands da MTY.

## História
A cadeia de restaurantes La Salsa foi fundada em 1979 por Howdy Kabrins em um único local na esquina das avenidas Pico e Sepulveda, no oeste de Los Angeles. Em 1986, havia seis locais, todos no condado de Los Angeles.
A primeira menção à presença da La Salsa no condado de Orange foi em um artigo que mostrava que a La Salsa estava no MainPlace Mall em Santa Ana quando o shopping foi inaugurado em agosto de 1986.
A primeira loja da área de San Diego foi aberta no Horton Plaza em agosto de 1985.
Depois de expandir a rede La Salsa pelo sul da Califórnia, Kabrins vendeu o controle da empresa para um consórcio que incluía a Sienna Holding e a InterWest Partners em junho de 1992.
A La Salsa abriu sua primeira unidade no norte da Califórnia, a 38ª da rede, em Sacramento, em 1993.
Em julho de 1999, o Santa Barbara Restaurant Group adquiriu a La Salsa por meio de uma troca de ações. Na época da aquisição, a La Salsa tinha 98 estabelecimentos nos Estados Unidos, 48 dos quais eram franqueados.
A CKE Restaurants obteve a La Salsa em março de 2002, quando adquiriu sua empresa controladora na época, o Santa Barbara Restaurant Group.

## Baja Fresh
Em 2007, a CKE Restaurants vendeu a La Salsa para a Baja Fresh por uma quantia não revelada. Na época da venda, a La Salsa tinha mais de 100 locais em aproximadamente uma dúzia de estados.
Em setembro de 2016, foi anunciado que a controladora da Baja Fresh, a BF Acquisition Holdings, foi vendida para o MTY Food Group por US$ 27 milhões. Na época da aquisição pela MTY, a Baja Fresh tinha 162 restaurantes e sua empresa irmã La Salsa tinha 23 restaurantes; 16 dos 185 locais combinados eram franqueados. Não está claro se o novo proprietário combinaria as duas redes ou as manteria separadas. Em um comunicado de imprensa anterior anunciando a aquisição da Kahala Brands pela MTY, apenas dois meses antes, a MTY fez uma declaração vaga de que “a Kahala permanecerá na sede atual da Kahala... enquanto as operações da MTY nos EUA se mudarão para os escritórios da Kahala”.